# The Flowers Of Romance
Флауерс оф Романс (енгл. The Flowers Of Romance) је био рани панк бенд, који су 1976. у Лондону формирали Џо Фол(Jo Faull) и Сара Хол (Sarah Hall). Група никада није снимила ниједан албум нити је икад наступала уживо, а постала је чувена по многим члановима који су прошли кроз њу и коју су касније постали славни, укључујући Сида Вишоса (касније Секс пистолс) и Кита Левена (један он раних чланова групе Клеш - The Clash), а касније и групе Паблик имиџ лимитед - Public Image Ltd.)
Име бенда је касније било наслов једне од песама Секс пистолса, као и наслов албума и песме Паблик имиџ лимитеда из 1981. године.